# Monte Paitino
Il Monte Paitino (Mont Paitìn in dialetto locale) è una montagna dell'Appennino Tosco-Emiliano alta 1.817 metri.

## Geografia
Ubicata al confine tra Emilia e Toscana, tra i comuni di Monchio delle Corti, (Parma), e Bagnone, (Massa-Carrara), la montagna è inserita nel contesto del Parco Nazionale dell'Appennino Tosco-Emiliano.

## Montagna
A differenza della più parte dei monti limitrofi, il monte Paitino presenta un carattere roccioso e scosceso sia sul lato toscano che su quello emiliano, rendendo difficile il raggiungimento della sua vetta, costituita com'è da una roccia viva e friabile.
Alla sua base, sul versante lunigianese, nasce uno dei due rami del Bagnone (torrente) in località Verzella. Sul lato parmense, a poche centinaia di metri, è possibile visitare la buca della neve, una piccola grotta naturale di una decina di metri di profondità all'interno della quale si deposita e si conserva la neve anche nel periodo estivo.

## Percorsi
Il monte Paitino è da sempre luogo di passaggio più che di sosta. Sul lato emiliano, un sentiero lo attraversa in un tratto mediano più accessibile, facendo da collegamento tra il Monte Sillara (1.861 m) e il Monte Matto (1.837 m).